# 992
Cette page concerne l'année 992  du calendrier julien. Pour l'année 992 av. J.-C., voir 992 av. J.-C.
L'année 992 est une année bissextile qui commence un vendredi.

## Événements
- 21 octobre : début d'une série d'importantes aurores boréales, annonçant les pics de carbone 14 dans les cernes des arbres[1].

### Asie
- 29 mars : Sargis est intronisé catholicos d'Arménie. Ani (Arménie) devient le siège du catholicos de l’Église arménienne[2].
- Mai : Le Qarakhanide Bughra Khan Harun, qui règne à Balasagun, prend Boukhara aux Samanides, avec l'appui de la noblesse et du clergé local. Il ne s'y maintient pas[3].

- Mahipala (en) rétablit la dynastie Pala du Bengale (fin de règne en 1040)[4].
- Le royaume javanais de Mataram attaque le royaume Sailendra de Sriwijaya à Sumatra mais échoue à prendre sa capitale Palembang[5].
  - Offensive fatimide en Syrie du Nord. Le calife fatimite al-Aziz, profite de la mort de l'émir hamdanide Sa`d ad-Dawla (6 décembre 991) qui laisse un fils en bas âge, pour faire assiéger Alep ; le Mamelouk Loulou-el-Kébir, régent du jeune émir, fait appel à Basile II[6]. Le duc d'Antioche Michel Bourtzès leur fait lever le siège ; les Fatimides assiègent Antioche en représailles, mais doivent renoncer à prendre la ville (été). Ils parviennent à prendre Homs au cours de cette campagne[7].

### Europe
- Mars : Alliance de Byzance avec Venise. Basile II, empereur byzantin, publie une chrysobulle accordant pour la première fois des privilèges commerciaux aux Vénitiens, qui obtiennent des concessions territoriales à Constantinople et une diminution du kommerkion (taxe de 10 % sur l’importation, l’exportation et la circulation de marchandises), à condition que leurs navires soient mis, le cas échéant, à la disposition de l'Empereur pour transporter des troupes en Italie.

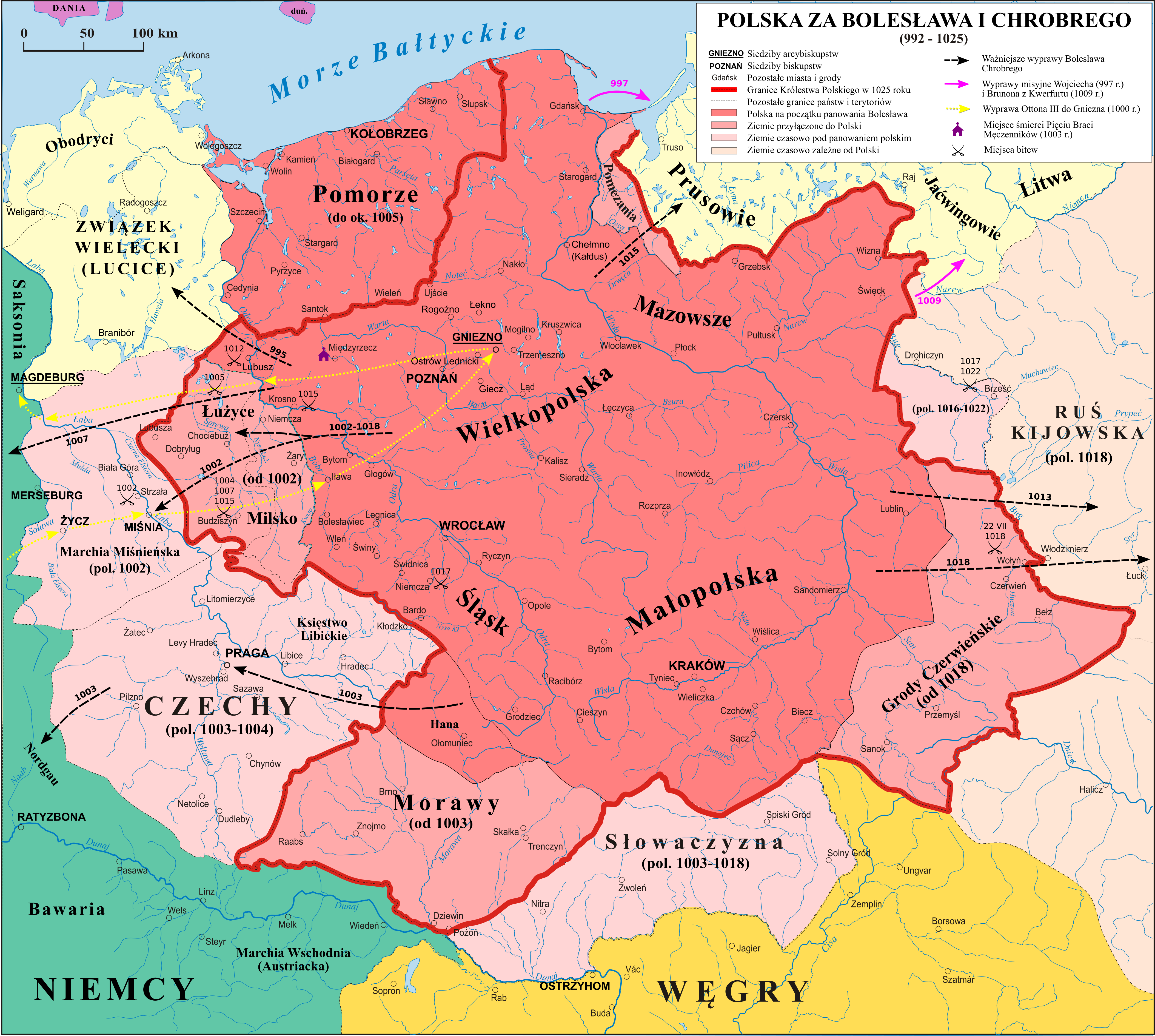
Histoire de la Pologne : la Pologne sous le règne de Boleslas le Vaillant.

- 25 mai : début du règne de Boleslas Chrobry, le Vaillant, duc de Pologne à la mort de Mieszko (fin en 1025)[8]. Boleslas Ier, fils de Mieszko et de Dubravka, s’appuie sur les grands, écarte du pouvoir ses trois frères nés d’Oda et gouverne seul. Il maintient de bonnes relations avec l’empereur. Il étend son autorité à la Petite Pologne au sud (992-999). Il ne parvient pas faire l’union des Slaves occidentaux contre l’expansion germanique, mais réussit à arrêter les Allemands et à leur reprendre la Lusace et à triompher des Russes (1002).

- Juin : siège de Nantes par les Angevins[9].
- 27 juin : le comte d'Anjou Foulques III Nerra bat et tue Conan Ier de Bretagne à la bataille de Conquereuil. Foulques entre dans Nantes et place à la tête du comté Judicaël, fils mineur de Hoël, sous la tutelle du vicomte Aimery de Thouars[10].

- 12 juillet : la garantie de l'intégrité territoriale de Venise dans le royaume d'Italie est confirmée par Otton III par les accords de Mühlhausen[11].

- 4 septembre : après une nouvelle campagne d'Almanzor contre Pampelune, le roi Sanche II de Navarre se rend à Cordoue pour demander la paix[12].

- Les Juifs du Mans sont attaqués sous prétexte qu’ils avaient enfoncé des épingles dans une effigie en cire du comte[13].
- Invasions petchenègues dans les environs de Kiev (fin en 997). Elles sont repoussées[14].
- Le patriarche de Kiev Leonce divise l'Église russe en plusieurs diocèses : Kiev, Novgorod, Tchernigov, Vladimir, Polotsk, Tourov, Rostov et Belgorod[15]. Le diocèse de Tchernigov est créé peu après lorsque la ville devient la résidence de Mstislav, frère de Iaroslav.
- Grimoard, abbé de Brantôme en Périgord est nommé évêque d'Angoulême (ou 995), mais conserve son abbatiat[16].
- Adson de Montier-en-Der meurt au cours d'un pèlerinage à Jérusalem[17].